# Tmesisternus octopunctatus
Tmesisternus octopunctatus là một loài bọ cánh cứng trong họ Cerambycidae.